# زیرو (فیلم ۲۰۱۸)
صفر (به هندی: Zero)فیلمی محصول سال ۲۰۱۸ و به کارگردانی آناند لی. رای است. در این فیلم بازیگرانی همچون شاهرخ خان، انوشکا شارما، کاترینا کایف ایفای نقش کرده‌اند.

## خلاصه داستان
یک کوتوله شرور بنام باوا سینگ (شاهرخ خان) عاشق دختری معلول (انوشکا شارما) میشود ولی روز ازدواج او را ترک میکند و فرار میکند و با یک سوپراستار بنام بابیتا (کاترینا کایف) آشنا میشود و…

## درباره فیلم
فیلم سینمایی صفر یا زیرو (Zero) فیلمی کمدی، درام و عاشقانه، محصول سال ۲۰۱۸ کشور هند به کارگردانی آناند ال. ری است. بازیگرانی چون شاهرخ خان، کاترینا کایف، انوشکا شارما، سلمان خان، سری دوی، دیپیکا پادوکونه، آلیا بات و کاجول در این فیلم به ایفای نقش پرداخته‌اند. فیلم صفر در گیشه سینماهای سرتاسر جهان به فروش ۲۹ میلیون دلاری رسیده‌است. در سال ۲۰۱۹، این فیلم هنگام انتشار در شبکه نمایش خانگی، به پرفروش‌ترین فیلم فروشگاه گوگل پلی تبدیل شد و از نظر میزان فروش، گوی سبقت را از فیلم‌های حماسه کولی و ستاره‌ای متولد شده‌است ربود. فیلم صفر در جشنواره‌های مختلف برنده جوایز متعددی شده که از میان آنها می‌توان به کسب یک جایزه در شصت و چهارمین دوره جشنواره فیلم‌فیر و یازدهمین دوره جشنواره موسیقی میرچی اشاره کرد.

## بازیگران
- شاهرخ خان در نقش بائو سینگ
- انوشکا شارما در نقش آفیا یوسفزی بیندر
- کاترینا کایف در نقش بابیتا کوماری
- محمد زیشان ایوب در نقش گودو سینگ
- شبا چادها در نقش بینا سینگ
- آبهای دئول در نقش آدیتیا کاپور
- رانگاناتان مدهوان در نقش سرینواسان
- بریجندرا کالا در نقش پاندی
- تیگمانشو دولیا در نقش آشوک سینگ

### چهره‌های ویژه (حضور افتخاری)
- سلمان خان
- کاجول
- رانی موکرجی
- سری دوی
- آلیا بات
- کاریشما کاپور
- جوهی چاولا
- دیپیکا پادوکونه
- آرجون کاپور
- جاوید جعفری